# Колбасьєв Євген Вікторович
Євген Вікторович Колбасьєв (3 червня 1862, Одеса, Російська імперія - 20 листопада 1918, Інкерман, Крим) — російський вчений, винахідник в галузі військово-морської справи, один з основоположників телефонії.
В 1883 році закінчив петербурзьке Морське училище. З 1891 — викладач Кронштадтської водолазної школи. У 1880-х рр.. створив корабельний та підводний телефони і розробив систему телефонного зв'язку з водолазом, а також спосіб підводного освітлення. У 1893 році організував у Кронштадті майстерню з виробництва водолазного спорядження та телефонних установок для кораблів (пізніше в цій майстерні будувалися радіостанції системи О.С. Попова). 
Автор оригінальної конструкції плавучої міни і кількох проектів підводних човнів, в одному з яких передбачалася установка торпедних апаратів системи Колбасьева, що забезпечували залпову стрілянину. 
Вбитий в місті Інкерман.